# Antiquario

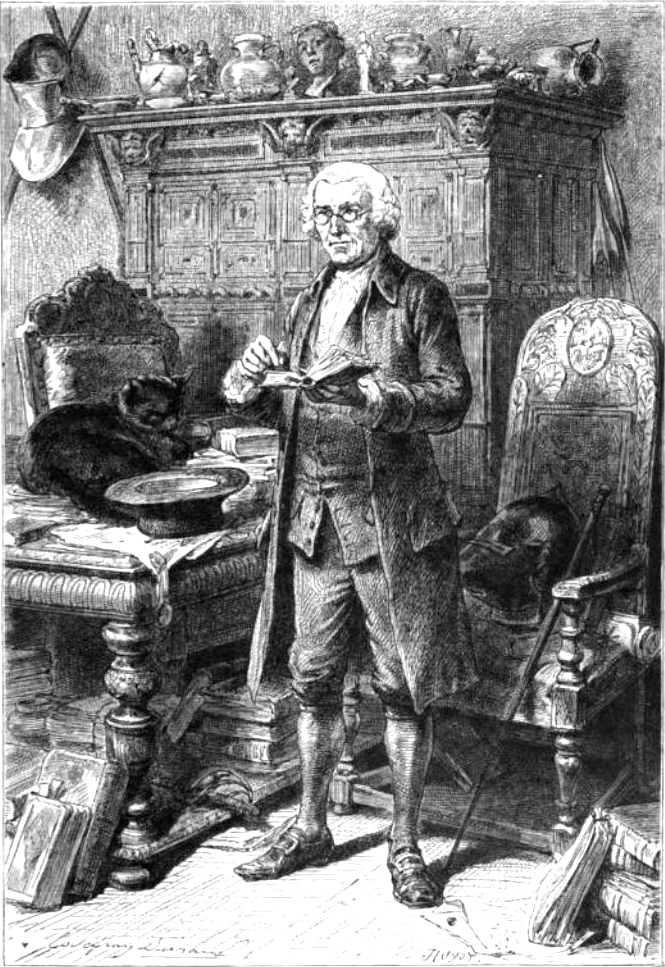
Un antiquario in una incisione del XVIII sec.

Un antiquario è un collezionista, un conoscitore o un commerciante di oggetti d'arte e/o d'artigianato antichi.
Tale termine è usato anche per indicare con precisione chi ha studiato la storia del passato dando speciale attenzione per tutte le tracce fisiche (oggetti) del passato. Generalmente si considera il XVI secolo come nascita dell'antiquariato. Nel XIX secolo l'antiquariato è stato suddiviso nelle discipline accademiche dell'archeologia e della filologia.

## Definizione
Nell'età antica veniva chiamato "antiquario" colui che studiava ed insegnava la lingua e scrittura classica. Lo stesso termine si ritroverà poi nel medioevo come sinonimo di amanuense, e più specificatamente coloro che si occupavano della trascrizione di libri antichi.
Già nel Rinascimento il termine "antiquario" si arricchisce di significato, andando ad indicare uno studioso che raccoglie antichi reperti per se o per colti aristocratici. Queste figure avranno poi un ruolo centrale durante la Riforma protestante: Se infatti l'iconoclastia della Riforma protestante incitava inizialmente alla distruzione delle immagini religiose in quanto segno di idolatria, in seguito una lettura più moderata vietava l'esposizione di icone solo nei luoghi di culto, rigettando la loro essenza di simulacro se collocate in luoghi non dedicati alla venerazione. In questo contesto furono proprio gli antiquari che andarono a salvare molte di quelle opere d'arte, che poi andranno a formare il nucleo di molti musei moderni.
Nel XVI Secolo il termine "antiquario" va a significare anche chi, da esperto di arte antica, compra opere per terzi. È da questo periodo che il legame tra l'antiquario e l'attività commerciale prenderà sempre più piede nel significato del termine.